# Robert Holley
Pour les articles homonymes, voir Holley.
Robert William Holley, né le 28 janvier 1922 à Urbana dans l'Illinois aux États-Unis et mort le 11 février 1993, est un chimiste organicien et biochimiste américain. Il reçoit le prix Nobel de médecine en 1968.

## Biographie
Robert Holley fait des études de chimie à l'université de l'Illinois à Urbana-Champaign avant de commencer un doctorat de chimie organique au Weill Medical College de New York notamment sous la direction Vincent du Vigneaud qui réalise alors les premières synthèses chimiques de pénicilline. Il obtient son doctorat en 1947, et continue ses travaux à Cornell University. Il y est nommé professeur de biochimie en 1962 et reçoit en 1965 le prix Lasker.
En 1968, il est corécipiendaire du prix Nobel de médecine avec les américains Har Gobind Khorana et Marshall Nirenberg pour leurs travaux sur l'interprétation du code génétique et de la biosynthèse des protéines.

## Apport scientifique
Ses travaux scientifiques ont principalement portés sur la description de la structure des ARN de transfert permettant la synthèse de protéines à partir du support génétique de l'ADN. En 1961, Nirenberg parvient à préparer un extrait de bactéries contenant des constituants indispensables à la synthese de proteines. En utilisant ces extraits, il réalise une série d'expériences visant à déterminer la relation entre la séquence d'un ARN et celle de la protéine formée. En 1964, il décrit précisément celle de l'alanine ARNt et de l'incorporation de l'acide aminé dans la séquence protéique.